# 井睦
井睦，京師順天府文安縣（今河北省文安縣）人，清朝政治人物、進士出身。
康熙十二年（1673年），登進士，官內閣中書。外任浙江衢州府同知，署金華知府、嘉興知府，官至河南府知府。